# Australische Cricket-Nationalmannschaft in Simbabwe in der Saison 2004
Die Tour der australischen Cricket-Nationalmannschaft nach Simbabwe in der Saison 2004 fand vom 25. bis zum 29. Mai 2004 statt. Die internationale Cricket-Tour war Bestandteil der Internationalen Cricket-Saison 2004 und umfasste drei ODIs. Australien gewann die Serie 3–0.

## Vorgeschichte
Simbabwe spielte zuvor eine Tour gegen Sri Lanka, für Australien war es die erste Tour der Saison.
Das letzte Aufeinandertreffen der beiden Mannschaften bei einer Tour fand in der Saison 2003/04 in Australien statt.
Nachdem Australien sich im April 2002 nach der Wiederwahl von Robert Mugabe geweigert hatte in Simbabwe eine Tour abzuhalten, führte eine Untersuchung dazu, dass Australien dieses Mal die Reise antrat.
Der australische Spieler Stuart MacGill erklärte aus moralischen Gründen nicht für die Tour verfügbar zu stehen.
Weitere Spieler die ebenfalls diesen Schritt erwogen, traten die Tour jedoch an.

## Stadien
Die folgenden Stadien wurden für die Tour als Austragungsort vorgesehen.
| Stadion            | Stadt  | Kapazität | Spiele      |
| ------------------ | ------ | --------- | ----------- |
| Harare Sports Club | Harare | 10.000    | 1. – 3. ODI |

## Kaderlisten
Australien benannte seine Kader am 21. April 2004.
Simbabwe benannte seinen ODI-Kader am 21. Mai 2004.
| ODI | ODI |
| Simbabwe | Australien |
| --- | --- |
| - Tatenda Taibu (K & wk) - Elton Chigumbura - Dion Ebrahim - Douglas Hondo - Alester Maregwede - Stuart Matsikenyeri - Tawanda Mupariwa - Mluleki Nkala - Tinashe Panyangara - Edward Rainsford - Vusimuzi Sibanda - Brendan Taylor - Mark Vermeulen | - Ricky Ponting (K) - Michael Clarke - Adam Gilchrist (wk) - Jason Gillespie - Ian Harvey - Matthew Hayden - Brad Hogg - Michael Kasprowicz - Darren Lehmann - Glenn McGrath - Damien Martyn - Andrew Symonds - Shane Watson - Brad Williams |

## Tour Matches
| 17. – 18. Mai Scorecard | Harare (CC) | Zimbabwe A 151 (57) | – | Australians 448 (94.1) |
|                         |             | Remis               |   |                        |

## One-Day Internationals

### Erstes ODI in Harare
| 25. Mai Scorecard | Harare | Simbabwe 205-9 (50)              | – | Australien 207-3 (39.4) |
|                   |        | Australien gewinnt mit 7 Wickets |   |                         |

### Zweites ODI in Harare
| 27. Mai Scorecard | Harare | Australien 323-8 (50)           | – | Simbabwe 184 (44.3) |
|                   |        | Australien gewinnt mit 139 Runs |   |                     |

### Drittes ODI in Harare
| 29. Mai Scorecard | Harare | Simbabwe 196 (48.5)              | – | Australien 199-2 (30.4) |
|                   |        | Australien gewinnt mit 8 Wickets |   |                         |

## Statistiken
Die folgenden Cricketstatistiken wurden bei dieser Tour erzielt.
| ODIs               | ODIs       | ODIs    | ODIs    | ODIs    | ODIs    | ODIs    | ODIs    | ODIs    |
| Batting            | Batting    | Batting | Batting | Batting | Batting | Batting | Batting | Batting |
| Spieler            | Mannschaft | Spiele  | Innings | Runs    | Average | HS      | 100s    | 50s     |
| ------------------ | ---------- | ------- | ------- | ------- | ------- | ------- | ------- | ------- |
| Michael Clarke     | Australien | 3       | 3       | 126     | 126,00  | 105*    | 1       | 0       |
| Brendan Taylor     | Simbabwe   | 3       | 3       | 125     | 41,66   | 65      | 0       | 2       |
| Ricky Ponting      | Australien | 3       | 2       | 101     | 50,50   | 91      | 0       | 1       |
| Damien Martyn      | Australien | 3       | 2       | 94      | 94,00   | 74*     | 0       | 1       |
| Adam Gilchrist     | Australien | 3       | 3       | 90      | 30,00   | 44      | 0       | 0       |
| Bowling            |            |         |         |         |         |         |         |         |
| Spieler            | Mannschaft | Spiele  | Overs   | Wickets | Average | BBI     | 5W      | 10W     |
| Jason Gillespie    | Australien | 3       | 28      | 7       | 12,85   | 5/32    | 1       | 0       |
| Darren Lehmann     | Australien | 2       | 10.3    | 5       | 7,80    | 4/7     | 0       | 0       |
| Michael Kasprowicz | Australien | 3       | 29      | 5       | 15,20   | 2/23    | 0       | 0       |
| Brad Hogg          | Australien | 2       | 16.5    | 5       | 18,60   | 3/37    | 0       | 0       |
| Tawanda Mupariwa   | Simbabwe   | 3       | 26.3    | 4       | 39,75   | 2/48    | 0       | 0       |

## Player of the Match
Als Player of the Match wurden die folgenden Spieler ausgezeichnet.
| Spiel  | Player of the Match |
| ------ | ------------------- |
| 1. ODI | Ricky Ponting       |
| 2. ODI | Darren Lehmann      |
| 3. ODI | Jason Gillespie     |